# Дел-Сити
Дел-Сити (англ. Del City) — город в округе Оклахома, штат Оклахома, США, часть агломерации Оклахома-Сити. Население составляло 21 822 человека по данным переписи населения США 2020 года, что на 2,3% больше, чем в 2010 году.

## Население
| 2010   | 2020    |
| ------ | ------- |
| 21 332 | ↗21 822 |